# Vladimír Bojarskij
Vladimír Iljič Bojarskij (rusky Владимир Ильич Боярский), narozen 10. prosince 1901 ve vesnici Broděckoje (rusky Бродецкое) v Kyjevské gubernii - zemřel 7. května 1945 v Příbrami, byl velitel RNNA, generál ROA ve funkci zástupce náčelníka generálního štábu ozbrojených sil KONR. Oběšen českými partyzány.

## Mládí
Jeho skutečné jméno je Vladimír Gjeljarovič Bajerskij (rusky Владимир Гелярович Баерский) a výše uvedené jméno používal jako bojový pseudonym od roku 1942. Narodil se v polské dělnické rodině a později pracoval jako strojní zámečník. V roce 1922 vystudoval Dělnickou fakultu jako přípravu ke studiu na vysoké škole. V roce 1926 absolvoval Ekonomický institut.

## Služba v Dělnicko-rolnické Rudé armádě
V řadách Rudé armády se zúčastnil ruské občanské války, dále polsko-sovětské války, potlačení povstání v Dagestánu (1922) a v Gruzii (1924). Sloužil nejprve u 111. pěšího pluku 37. pěší divize jako velitel roty. V roce 1934 sloužil jako náčelník štábu 80. pěšího pluku 27. pěší divize. Vystudoval kurzy pro vyšší velitele a v roce 1937 ukončil vzdělávání na Frunzeho vojenské akademii, kde následně působil jako učitel taktiky pro velitele pěchoty.
V roce 1938 byl propuštěn do zálohy, ale v roce 1939 byl opět povolán zpět do armády. V letech 1940 - 1941 byl zástupce náčelníka štábu 18. střeleckého sboru Dálněvýchodního frontu.
V roce 1941 vstoupil do VKS(b), dosáhl hodnosti plukovníka a začátkem Velké vlastenecké války vykonával funkci náčelníka štábu 31. střeleckého sboru. Od září 1941 velel 41. pěší divizi ve Volžském vojenském okruhu. Divize byla od ledna 1942 nasazena do bojů s wehrmachtem na jihozápadní části fronty. V květnu 1942 byla obklíčena a zničena německými silami. Dne 25. května 1942 byl plukovník Rudé armády, tehdy ještě pod jménem Bajerskij, zajat.

## Služba v RNNA
V zajetí dal najevo své protisovětské smýšlení a chuť spolupracovat s německými okupačními úřady. Byl přemístěn do zvláštního tábora u města Vinica. Zde společně s Andrejem Vlasovem dne 3. srpna 1942 podepsal výzvu adresovanou německému velení požadující vytvoření ruských ozbrojených sil určených pro boj proti komunismu.
V srpnu 1942 byl odvolán dosavadní velitel RNNA Konstantin Kromiadi, protože podle rozkazu Vůdce nesměl v německé operační zóně sloužit bílý emigrant. Bojarskij (v té době plukovník už pod tímto pseudonymem) nastoupil 1. září 1942 na jeho místo jako velitel. RNNA byl původně zpravodajský útvar založený z bývalých příslušníků Rudé armády pod patronací abwehru v rámci Skupiny armád střed. Jejich bojové úspěchy měly sloužit jako argument po výstavbu větší armády pod vedením Vlasova, se kterým se osobně znal ze zajateckého tábora. RNNA byla umístěna ve vesnici Osintorf mezi Smolenskem a Oršou v počtu asi 8 000 lidí. RNNA se v bojích osvědčila a podle plánu německého velení reprezentovaného von Klugem měla být oblečena do německých stejnokrojů a rozdělena na frontu po částech k německým útvarům. Proti tomuto rozkazu se Bojarskij postavil a odmítl ho vykonat. Německými úřady byl zatčen, ale byl brzy propuštěn.

## Služba v ROA
V létě 1943, ještě před oficiálním vznikem ROA, byl inspektorem východních dobrovolnických praporů spadajících pod velení generála Vlasova. Následně se aktivně podílel na vytvoření ozbrojených sil Komitétu pro osvobození národů Ruska a jeho politickém programu. Od ledna 1945 v ROA zastával štábní funkce, byl zástupce náčelníka generálního štábu a byl dezignovaný velitel 3. pěší divize ROA.

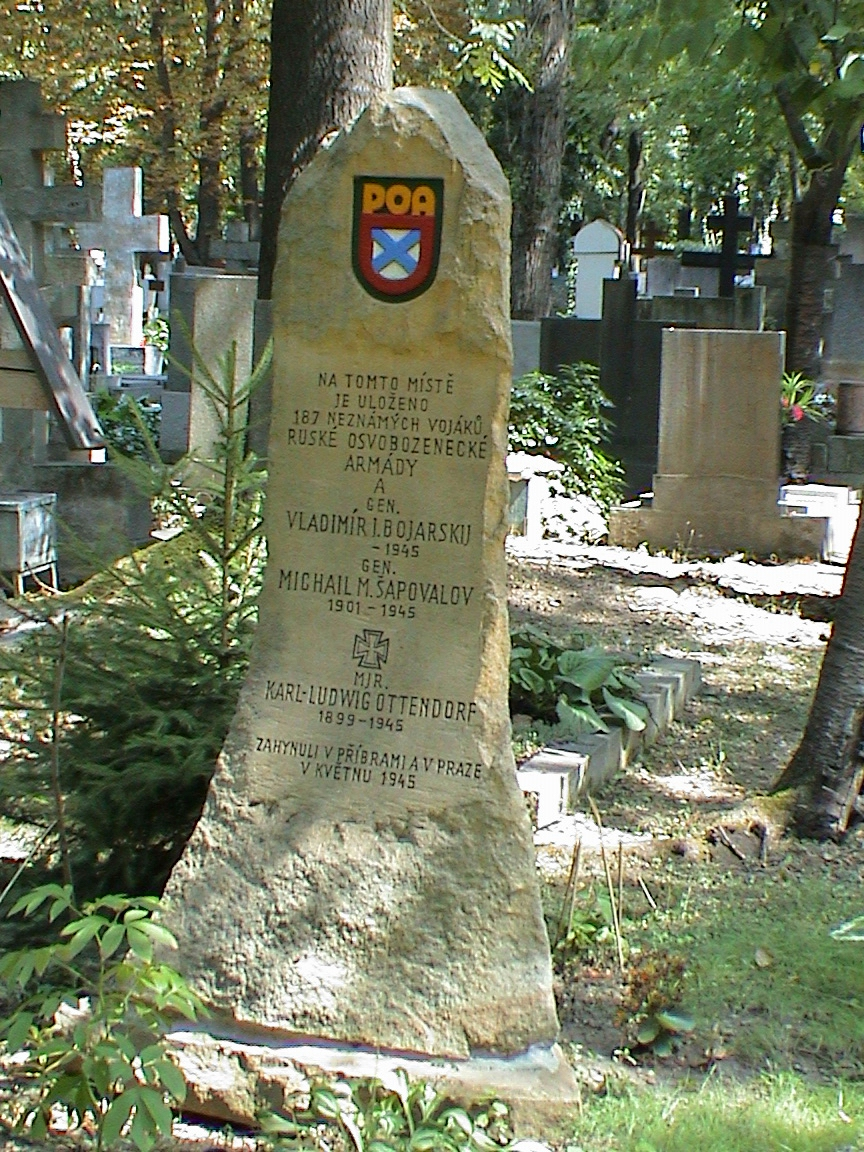
Hrob na Olšanských hřbitovech

Generál Bojarskij byl 5. května 1945 vyslán navázat spojení s 1. pěší divizí ROA generála Buňačenka z pověření náčelníka štábu ROA Truchina. Ve městě Příbram však byl zajat českými partyzány, kterým velel sovětský kapitán Smirnov (pseudonym Jevgenije Antonoviče Olesinského). Dne 7. května 1945 po hádce s velitelem partyzánů byl Bojarskij okamžitě oběšen. Pohřben je v Praze na Olšanských hřbitovech.